# Louis Kuehn (plongeon)
Louis Kuehn, né le 2 avril 1901 à Portland (Oregon) et mort le 30 mars 1981 à West Linn, est un plongeur américain.

## Palmarès

### Jeux olympiques
- Anvers 1920
  -  Médaille d'or en tremplin 3 mètres[1].